# Pánico (canal de televisión)
Pánico es un canal de televisión mexicano, propiedad de PCTV, emite películas, series, cápsulas y anime de los géneros de terror, suspenso, gore, vampiros y zombis durante las 24 horas del día.
Comenzó siendo el primer canal único en su género. Está orientado a un público mayor de 18 años, y emite contenidos en su idioma original y sin censura. Actualmente, este canal está disponible principalmente en Megacable y en otros sistemas de cableoperadoras de México. Sus principales competidores son MC de MVS Televisión y Golden EDGE de Televisa Networks.

## Descripción
Transmite contenido de películas, series, cápsulas y animes pertenecientes al género cinematográfico de terror y sus subgéneros (suspenso, thriller, gore y zombis), enfocado a un público mayor de 18 años, que se transmite las 24 horas del día. Es único en su género en la televisión mexicana. Perteneciente a TVC Networks, la división televisiva de PCTV, se suma a los canales TVC, TVC Deportes, Platino y Cine Mexicano, con el objetivo de ampliar la oferta televisiva temática, responder a las demandas de los televidentes, y con la visión de ser único en su género en la oferta mexicana, tanto de televisión abierta como de paga.

## Programación
Inició transmisiones el 25 de octubre de 2011, reemplazando a TVC Platino Plus en la oferta de canales de TVC Networks, con diversos contenidos de terror, principalmente películas, cápsulas, especiales y la serie de Showtime como Masters of Horror donde presenta diversas películas de 1 hora dirigidas por varios directores de este género como: John Carpenter, Larry Cohen, Don Coscarelli, Joe Dante, Guillermo del Toro, John Landis, Bill Malone, Tim Sullivan, Joe Lynch, Robert Rodríguez, James Gunn, entre otros.
En 2014 comenzó a ampliar su programación, incluyendo en su programación animes japoneses de terror y gore como Highschool of the Dead (conocida también como Gakuen Mokushiroku), estrenada el 7 de enero de 2014, siendo este el primer anime de este género transmitido en México, en su idioma original, sin censura y sin cortes comerciales. Después del gran éxito y recibimiento que tuvo Highschool Of The Dead, el día 4 de noviembre se estrenó la aclamada serie de anime Elfen Lied, asimismo Pánico los ha retransmitido en un segmento llamado Doble Función de Animelos domingos a partir de las 20:00 horas.
El 25 de octubre de 2015, se presentan comerciales para celebrar los 4 años del canal. Una semana después, el 1 de noviembre de 2015, se renovaron las gráficas del canal, pero el 12 de noviembre del mismo año, el logotipo del canal se volvió a modificar en color gris, apareciendo en la parte derecha en pantalla. 
A partir del 16 de mayo de 2016, adoptan la transmisión en alta definición (HD) con relación de aspecto a 16:9 y se añade el logotipo del canal con las siglas HD en la esquina superior derecha, manteniendo el uso de letras mayúsculas, aunque se sigue usando el logo del canal, el 3 de julio de 2016 se empezó a poner la pantalla completa de nuevo. En la semana del 11 al 15 de julio de ese año, se volvió a transmitir la pantalla completa, dejando así únicamente al logotipo del canal. A partir del cambio que se generó desde la noche del 3 de julio, regresó la pantalla completa a toda la barra programática.